# Émission religieuse
 (mars 2020).
Certaines chaînes de radio et de télévision proposent des émissions religieuses comme :
- RMC : une émission pour parler de la religion chrétienne avec le père Patrick Keppel, le dimanche de 0 h à 0 h 30.
- France 2 : le dimanche matin, la chaîne propose Les Chemins de la foi, magazine consacré aux six religions principales de France, présenté par Arlène Tempier
  - Sagesses bouddhistes (culte bouddhiste), de 8 h 30 à 8 h 45, émission d'entretien présentée en alternance par Aurélie Godefroy et Sandrine Colombo depuis 1997
  - Islam (culte musulman), de 8 h 45 à 9 h 15, émission d'entretien présentée en alternance par Chems-Eddine Hafiz et Ghaleb Bencheikh depuis 1983
  - La Source de vie, en alternance avec Judaica depuis 1962 et À Bible ouverte (judaïsme) depuis 1968, de 9 h 15 à 9 h 30, émissions présentées par le grand rabbin Josy Eisenberg
  - Orthodoxie (culte orthodoxe d'Orient), 1 fois par mois de 9 h 30 à 10 h depuis 1965
  - Chrétiens orientaux (cultes catholiques d'Orient), 1 fois par mois de 9 h 30 à 10 h depuis 1965
  - Présence protestante (culte protestant), de 10 h à 10 h 30 depuis 1955
  - Le Jour du Seigneur (culte catholique), de 10 h 30 à 12 h depuis 1949
- France Culture diffuse la messe tous les dimanches matins ainsi que des émissions accordées à la libre-pensée et à la franc-maçonnerie.
- TBN Europe : diffuse plusieurs émissions évangéliques francophones à 14 h chaque jour de semaine, dont l'émission française Ze Mag, présente également sur Internet, sur le portail zebuzztv.com.
- RCF (Radio chrétienne francophone)  diffuse également des prière a horaire fixe ainsi que les Psaume et saint  du jours .